# Villa Huth

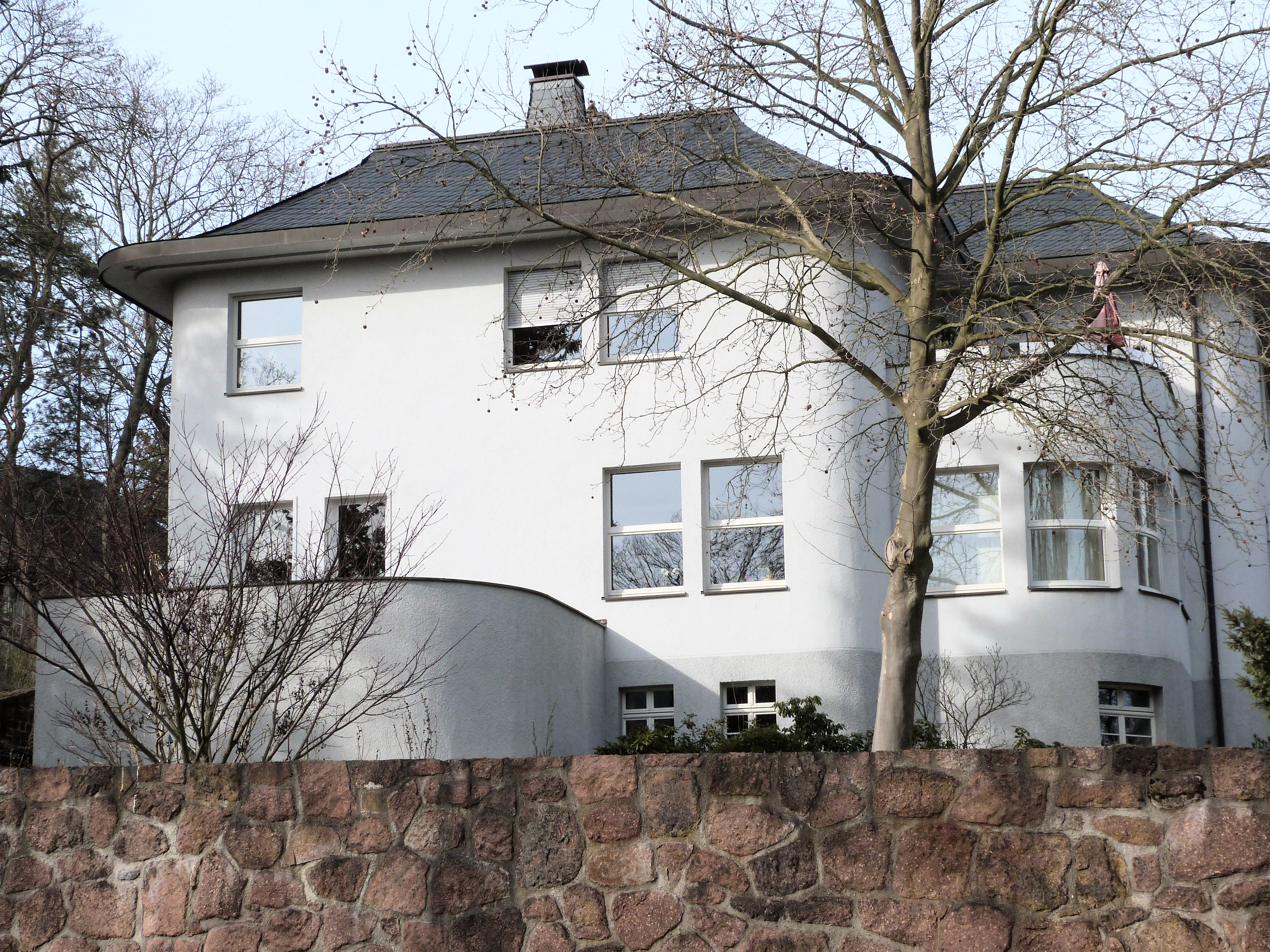
Villa Huth im März 2017

Die Villa Huth ist ein denkmalgeschütztes Gebäude des ehemaligen Kaufhausbesitzers Adolf Huth in Halle (Saale).

## Lage
Die Villa Huth liegt im Hohen Weg 13 im hallischen Stadtteil Kröllwitz. Sie befindet sich in direkter Nähe der Saale, in straßenbildprägender Höhenlage.

## Geschichte
Planer und Architekten der Villa waren Gustav Wolff und sein Neffe Wilhelm Ulrich; 1926 wurde sie errichtet und zählt zu den wichtigen Beispielen des Neuen Bauens auf dem Gebiet des großbürgerlichen Villenbaus in der Stadt Halle (Saale). Die Architekten nahmen Anleihen an Frank Lloyd Wrights, Erich Mendelsohns und Thilo Schoders zeitgenössischem Villenbau. Das Gebäude wurde in der DDR vorübergehend als Kinderkrippe umgenutzt, bis daraus später wieder Wohnräume wurden.

## Architektur
Der dreigeschossige Putzbau besteht aus zwei orthogonal ausgerichteten, schlichten Baukörpern mit abgerundeten Ecken und einem weit vorkragenden Walmdach. Die Innenräume bestehen aus einem nach außen nicht sichtbar getrennten Wohnflügel und einem Bedienstetenflügel, die beide um eine kreisförmige Diele angeordnet sind. Schlafzimmer, Gästezimmer sowie Dienstbotenzimmer liegen in den Obergeschossen. Im Hochparterre befinden sich unter anderem ein Wintergarten, Herrenzimmer, Speisezimmer, Musikzimmer sowie eine Diele und Küche. Die extravagante Raumstruktur ist bis heute nahezu unverändert erhalten.

## Aktuelle Nutzung
Die Villa wird gegenwärtig als Wohn- und Bürogebäude eines Ingenieurbüros genutzt und ist Teil der Denkmalliste von Halle (Saale), Stadtbezirk West, Nr. 094 14137.